# San Cipriano (Volterra)
San Cipriano (o San Cipriano di Villamagna) è una località del comune di Volterra, in provincia di Pisa, Toscana.
Il borgo è situato poco a nord di Volterra, tra Montebradoni e Molino d'Era.

## Storia
Il borgo nacque in epoca medievale intorno ad un ospedaletto dal titolo di Verano in San Cipriano e lo si trova nominato nelle decime diocesane del 1302-1303 e del 1356. L'ospedale fu chiuso nel 1383 e riunito all'ospedale di Santa Maria Maddalena di Volterra. La chiesa divenne presto parrocchiale, annettendo anche la piccola chiesa di Sant'Orsola a Ripabianca, o Ripalbella, toponimo sopravvissuto presso un vicino podere.
Il borgo fu frazione del comune di Volterra fino al 1961, venendo poi declassato a località dal censimento successivo.

## Monumenti e luoghi d'interesse
- Chiesa di San Cipriano[1][2]
- Villa Ormanni[1][2]
- Villa Lisci-Ginori[1][2]